# Al Lawson
Alfred James Lawson, detto Al (Tallahassee, 23 settembre 1948), è un politico statunitense, membro della Camera dei Rappresentanti per lo stato della Florida dal 2017 al 2023.

## Biografia
L'attività politica di Lawson inizia nel 1982, anno in cui viene eletto alla Camera dei rappresentanti dello stato della Florida, incarico che mantiene fino al 2000. Viene poi eletto nel Senato statale della Florida nel 2000 e mantiene il seggio fino al 2010.
Lawson si candida per la prima volta alla Camera dei Rappresentanti nel 2010, nel secondo distretto della Florida. In quell'anno perde di misura le primarie democratiche contro il deputato uscente Allen Boyd.
Nel 2012 Lawson si ricandida e questa volta vince le primarie contro Leonard Bembry ma poi perde le elezioni generali contro il repubblicano Steve Southerland di meno di 6 punti percentuali.
Nel 2016 infine, Lawson sceglie di candidarsi nel quinto distretto della Florida, dopo che una ridefinizione dei suoi confini ordinata dal Tribunale lo aveva profondamente modificato. Se in precedenza infatti il distretto copriva la maggior parte dei seggi a maggioranza nera da Jacksonville a Orlando, la nuova mappa cambiò il distretto in uno che copriva da Tallahassee al centro di Jacksonville. Lawson annuncia quindi la sua candidatura il 15 dicembre 2015 scontrandosi alle primarie democratiche contro la deputata uscente Corrine Brown. Sulla carta Lawson partiva sfavorito anche a causa della demografia del distretto. Infatti nonostante il nuovo distretto includesse la maggior parte della città di Tallahassee, la capitale dello stato e i suoi sobborghi rappresentavano solo il 32% della popolazione del distretto, mentre l'area di Jacksonville ne rappresentava il 61%. La sua candidatura però ricevette un significativo slancio nel luglio 2016, quando la Brown fu accusata di corruzione. Lawson sconfisse così la Brown nelle primarie democratiche il 30 agosto e sconfisse poi largamente il repubblicano Glo Smith nelle elezioni generali dell'8 novembre.
Riconfermato per altri due mandati, nel 2023 una riconfigurazione dei distretti congressuali lo pose a candidarsi per la rielezione nella stessa circoscrizione del collega repubblicano Neal Dunn, che lo sconfisse. Lawson lasciò così il seggio dopo sei anni.